# Amélanchier du Canada
Amelanchier canadensis
Espèce
Classification phylogénétique
L'Amélanchier du Canada, Amelanchier canadensis, est une espèce de plantes à fleurs de la famille des Rosaceae. C'est un arbuste originaire d’Amérique du Nord.

## Description
C'est un arbuste à feuilles caduques, vigoureux (jusqu'à 4-5 m de hauteur), épargné par la plupart des parasites et relativement rustique vis-à-vis des conditions culturales.
Il produit des fleurs décoratives durant le mois d'avril, celles-ci donnent naissance à des piridions qui ressemblent à des baies, de la taille d'un petit pois, de couleur pourpre noirâtre à maturité, légèrement sucrés et comestibles à partir de la mi-juillet. Ainsi les appelle-t-on couramment « petites poires ». Il a la particularité de commencer à produire fleurs et fruits très jeune.  Ainsi des individus de 30 à 40 cm de haut peuvent commencer à se reproduire.

En automne le feuillage se colore dans les tons rouges et orangés.

## Répartition
On trouve l'espèce sur la côte est de l'Amérique du Nord depuis l'Ontario et le Québec au Canada au nord et jusqu'au Mississippi à l'ouest.

## Utilisation
C'est une espèce d'arbuste présentant de nombreux intérêts ornementaux.
Il est rustique et peu exigeant sur la nature des sols et l'exposition. Il peut être planté de façon isolée ou bien en massifs ou haies libres.
La variété la plus souvent rencontrée est « Ballerina ».
Ses fruits comestibles peuvent entrer dans la composition du pemmican.

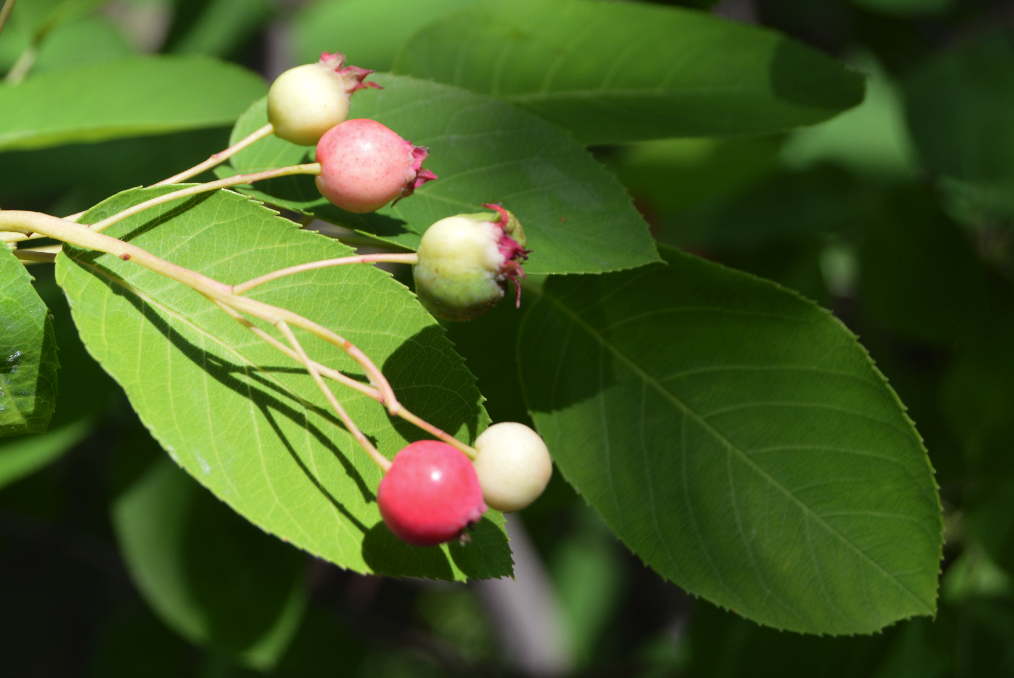
Baies comestibles d'Amelanchier canadensis
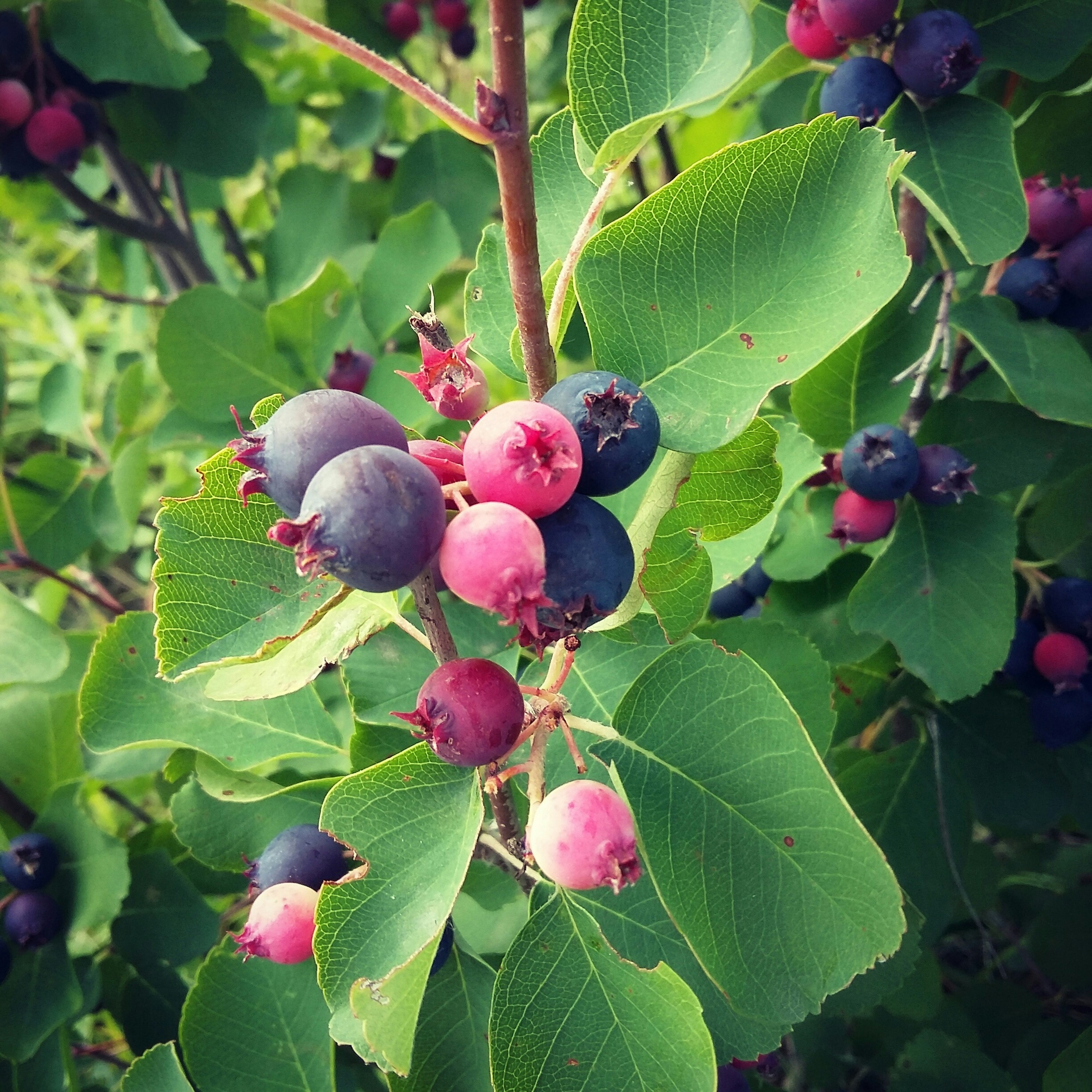
Fruits d'Amelanchier canadensis à Olshanets (district de Shebekinsky, Russie).
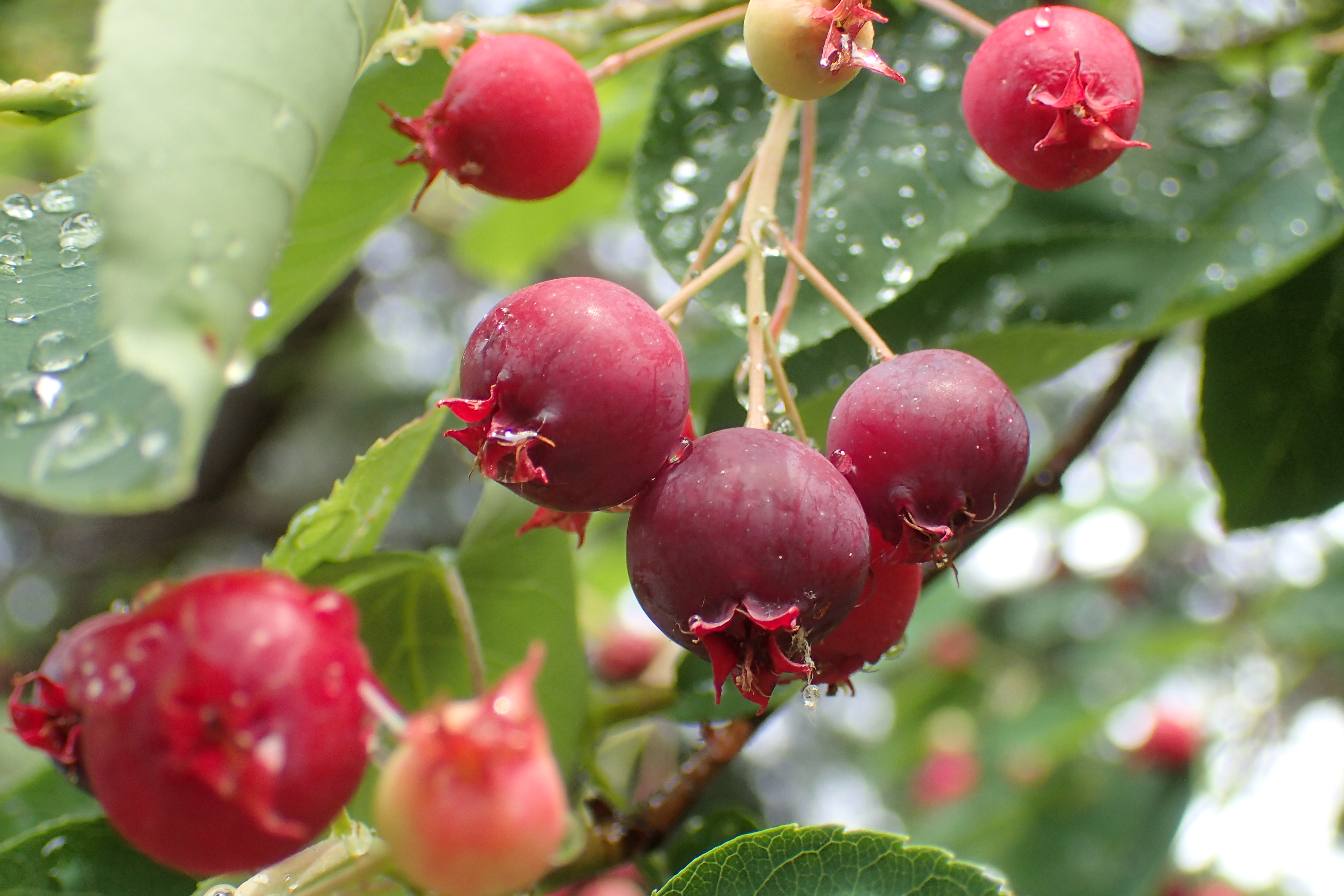
Fruits d'Amelanchier canadensis.

## Sources
Horticolor « Guide des végétaux », arbres et arbustes